# Han Kang
Đây là một tên người Triều Tiên, họ là Han.
Han Kang (tiếng Hàn: 한강; sinh ngày 17 tháng 11 năm 1970) là một nhà văn Hàn Quốc. Cô đã giành được Giải quốc tế Man Booker cho tiểu thuyết năm 2016 có tựa The Vegetarian, tiểu thuyết nói về cô gái trẻ Yeong-hye quyết định trở thành người ăn chay sau khi trải qua loạt những giấc mơ chết chóc và máu me. Tuy nhiên, ăn chay lại là hành động được cho là đi ngược với quy chuẩn xã hội tại Hàn Quốc, và Yeong-hye đã chịu sự ghẻ lạnh, đe dọa từ gia đình nhà chồng. Đây cũng là quyển sách đầu tiên của cô được dịch sang tiếng Anh.
Năm 2024, bà được trao Giải Nobel Văn học, trở thành phụ nữ Á châu đầu tiên nhận giải này.

## Tiểu sử
Han Kang là con gái tiểu thuyết gia Han Seung-won. Bà sinh ở Kwangju và lúc lên 10 tuổi chuyển đến Suyuri (về việc này bà đã trình bày một cách trìu mến trong tiểu thuyết Greek Lessons) ở Seoul. Cô học văn học Hàn Quốc ở Đại học Yonsei. Anh trai của cô Han Dong Rim cũng là một nhà văn. Cô bắt đầu sự nghiệp viết lách của mình khi một trong những bài thơ của bà đã được đăng nổi bật trong ẩn bản mùa đông của tạp chí hàng quý Văn học và Xã hội . Cô xuất hiện lần đầu trong văn đàn trong năm sau khi truyện ngắn của cô "The Scarlet Anchor" là tác phẩm giành giải trong cuộc thi văn học mùa xuân của nhật báo "Seoul Shinmun". Kể từ đó, cô đã giành giải của Giải văn học Yi Sang (2005), Giải thưởng Nghệ sĩ trẻ đương đại, và Giải thưởng tiểu thuyết văn học Hàn Quốc. Tại thời điểm mùa hè năm 2013, Han dạy viết văn tại Viện Nghệ thuật Seoul trong khi viết
truyện và tiểu thuyết, hiện đang làm việc trên cuốn tiểu thuyết thứ sáu của mình.

## Giải thưởng
- Hankook Ilbo Excellent Writer's Award (1995)
- Korean Fiction Award (1999)
- Ministry of Culture and Tourism Today's Young Artist Award - Literature Section (2000)
- Yi Sang Literary Award Grand Prize (2005)
- Dong-ni Literary Award (2010)
- Manhae Literary Award (2014)
- Hwang Sun-won Literary Award (2015)
- Man Booker International Prize (2016)
- Giải Nobel Văn học (2024)

## Tác phẩm
| Original publication | Original publication          | Original publication                      | Original publication | Original publication | Bản dịch tiếng Việt | Bản dịch tiếng Việt | Bản dịch tiếng Việt | Bản dịch tiếng Việt   |
| Năm                  | Tựa gốc                       | Dịch nghĩa                                | Thể loại             | Nhà xuất bản         | Bản dịch tiếng Việt | Năm                 | Dịch giả            | Nhà xuất bản          |
| -------------------- | ----------------------------- | ----------------------------------------- | -------------------- | -------------------- | ------------------- | ------------------- | ------------------- | --------------------- |
| 1995                 | 여수의 사랑                   | Tình yêu ở Yeosu                          | Novella              | Moonji               |                     |                     |                     |                       |
| 1998                 | 검은 사슴                     | Hươu đen                                  | Tiểu thuyết          | Munhakdongne         |                     |                     |                     |                       |
| 2000                 | 내 여자의 열매                | My Woman's Fruits                         | Novella              | Changbi              |                     |                     |                     |                       |
| 2002                 | 그대의 차가운 손              | Đôi bàn tay lạnh                          | Tiểu thuyết          | Moonji               |                     |                     |                     |                       |
| 2002                 | 내 이름은 태양꽃              | Tên tôi là hoa hướng dương                | Novella              | Munhakdongne         |                     |                     |                     |                       |
| 2003                 | 붉은 꽃 이야기                | Câu truyện hoa đỏ                         | Novella              | Yolimwon             |                     |                     |                     |                       |
| 2003                 | 사랑과, 사랑을 둘러싼 것들    | Tình yêu và những thứ xoay quanh tình yêu | Tản văn              | Yolimwon             |                     |                     |                     |                       |
| 2007                 | 가만가만 부르는 노래          | Một bài ca để hát bình thản               | Tản văn              | Bichae               |                     |                     |                     |                       |
| 2007                 | 천둥 꼬마 선녀 번개 꼬마 선녀 |                                           | Truyện ngắn          | Munhakdongne         |                     |                     |                     |                       |
| 2007                 | 채식주의자                    | Người ăn chay                             | Tiểu thuyết          | Changbi              | Người ăn chay       | 2011                |                     |                       |
| 2008                 | 눈물상자                      | Hộp nước mắt                              | Truyện ngắn          | Munhakdongne         |                     |                     |                     |                       |
| 2010                 | 바람이 분다, 가라             | Gió thổi, đi thôi                         | Tiểu thuyết          | Moonji               |                     |                     |                     |                       |
| 2011                 | 희랍어 시간                   |                                           | Tiểu thuyết          | Munhakdongne         |                     |                     |                     |                       |
| 2012                 | 노랑무늬영원                  |                                           | Novella              | Moonji               |                     |                     |                     |                       |
| 2013                 | 서랍에 저녁을 넣어 두었다     |                                           | Tuyển tập thơ        | Moonji               |                     |                     |                     |                       |
| 2014                 | 소년이 온다                   | A Boy Is Coming                           | Tiểu thuyết          | Changbi              | Bản chất của người  |                     |                     | Nhã Nam               |
| 2016                 | 흰                            | Trắng                                     | Tiểu thuyết          | Nanda                | Trắng               | 2021                | Hà Linh             | Nhã Nam và NXB Hà Nội |
| 2021                 | 작별하지 않는다               | Đừng nói tạm biệt                         | Tiểu thuyết          | Munhakdongne         |                     |                     |                     |                       |